# Bong bóng kinh tế
Hiện tượng bong bóng kinh tế (tiếng Anh: Economic bubble) là hiện tượng chỉ tình trạng thị trường trong đó giá hàng hóa hoặc tài sản giao dịch tăng đột biến đến một mức giá vô lý hoặc mức giá không bền vững. Bong bóng có thể được gây ra bởi những dự đoán quá lạc quan về quy mô và tính bền vững của tăng trưởng (ví dụ: bong bóng dot-com) và/hoặc bởi niềm tin rằng giá trị bên trong không còn phù hợp khi thực hiện đầu tư (ví dụ: Cơn sốt hoa tulip). Chúng đã xuất hiện ở hầu hết các loại tài sản, bao gồm cổ phiếu (ví dụ: Roaring Twenties), hàng hóa (ví dụ: bong bóng Uranium), bất động sản (ví dụ: bong bóng nhà đất ở Hoa Kỳ những năm 2000) và thậm chí cả tài sản bí truyền (ví dụ: bong bóng tiền điện tử). Bong bóng thường hình thành do thanh khoản dư thừa trên thị trường và/hoặc tâm lý nhà đầu tư thay đổi. Bong bóng đa tài sản lớn (ví dụ: bong bóng tài sản Nhật Bản những năm 1980 và bong bóng Everything 2020–21), được cho là do thanh khoản của ngân hàng trung ương (ví dụ: lạm dụng quyền chọn bán của Fed).
Bản chất của hiện tượng bong bóng làm cho giá tài sản tăng bùng phát, thường vượt ra ngoài giới hạn đảm bảo của các hệ số tài chính cơ bản và xuất hiện ở một số ngành nhất định, tiếp sau hiện tượng này là sự sụt giá rất nhanh và mạnh cùng làn sóng ồ ạt bán ra.
Ta có thể hiểu bong bóng kinh tế là sự đầu cơ tích trữ hàng hóa của các cá nhân, tổ chức, dần dần hàng hóa ngày càng khan hiếm, cung nhỏ hơn cầu đã dẫn tới giá cả tăng một cách vô lý. Trong giai đoạn đầu của bong bóng, nhiều nhà đầu tư không nhận ra bản chất của nó. Mọi người nhận thấy giá cả đang tăng lên và thường nghĩ rằng điều đó là hợp lý. Do đó, bong bóng thường chỉ được xác định một cách thuyết phục khi nhìn lại quá khứ, sau khi bong bóng đã vỡ và giá đã sụp đổ. Sau một khoảng thời gian, nhà nước đưa ra nhiều chính sách tăng cung để cố gắng lấy lại cán cân cung - cầu. Nắm bắt được thời cơ, các cá nhân, tổ chức bắt đầu xả hàng đã khiến cho vật giá sụt giảm mạnh, cung giờ đây lớn hơn cầu, gây ra hiện tượng sụp đổ trong thị trường.
Ví dụ: (bảng phân tích chỉ mang tính chất minh họa, không có thật trong thực tiễn)
| Các giai đoạn của hiện tượng bong bóng kinh tế           | Trước giai đoạn  | Trong giai đoạn  | Sau giai đoạn    |
| -------------------------------------------------------- | ---------------- | ---------------- | ---------------- |
| Giá cả mặt hàng                                          | 49.000 - 56.000đ | 87.000 - 94.000đ | 22.000 - 31.000đ |
| (hàng hóa có thể chênh lệch giá cả ở các vùng khác nhau) |                  |                  |                  |

Giá cả trong giai đoạn bong bóng kinh tế bao giờ cũng biến động vô cùng thất thường, hỗn loạn và gần như không thể dự đoán được nếu chỉ căn cứ vào cung - cầu trên thị trường.

## Nguồn gốc của thuật ngữ "bong bóng kinh tế"

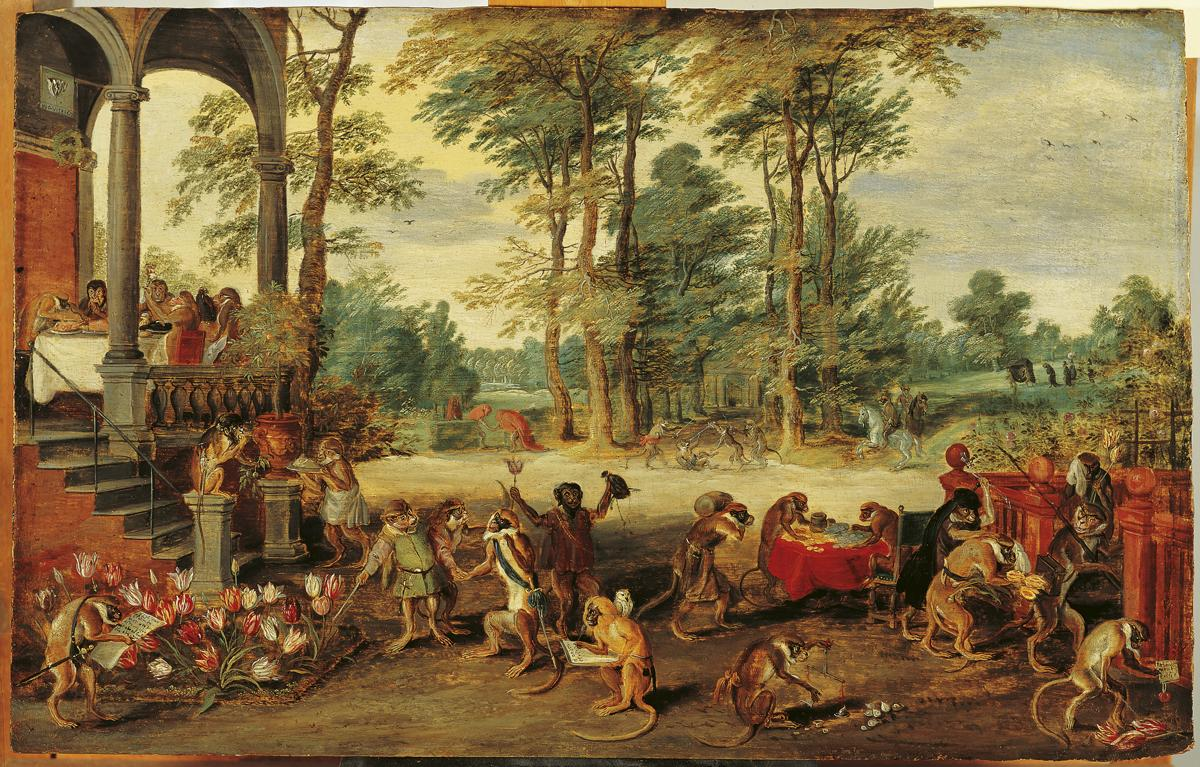
Truyện châm biếm cơn sốt hoa tulip của Jan Brueghel the Younger (khoảng năm 1640)

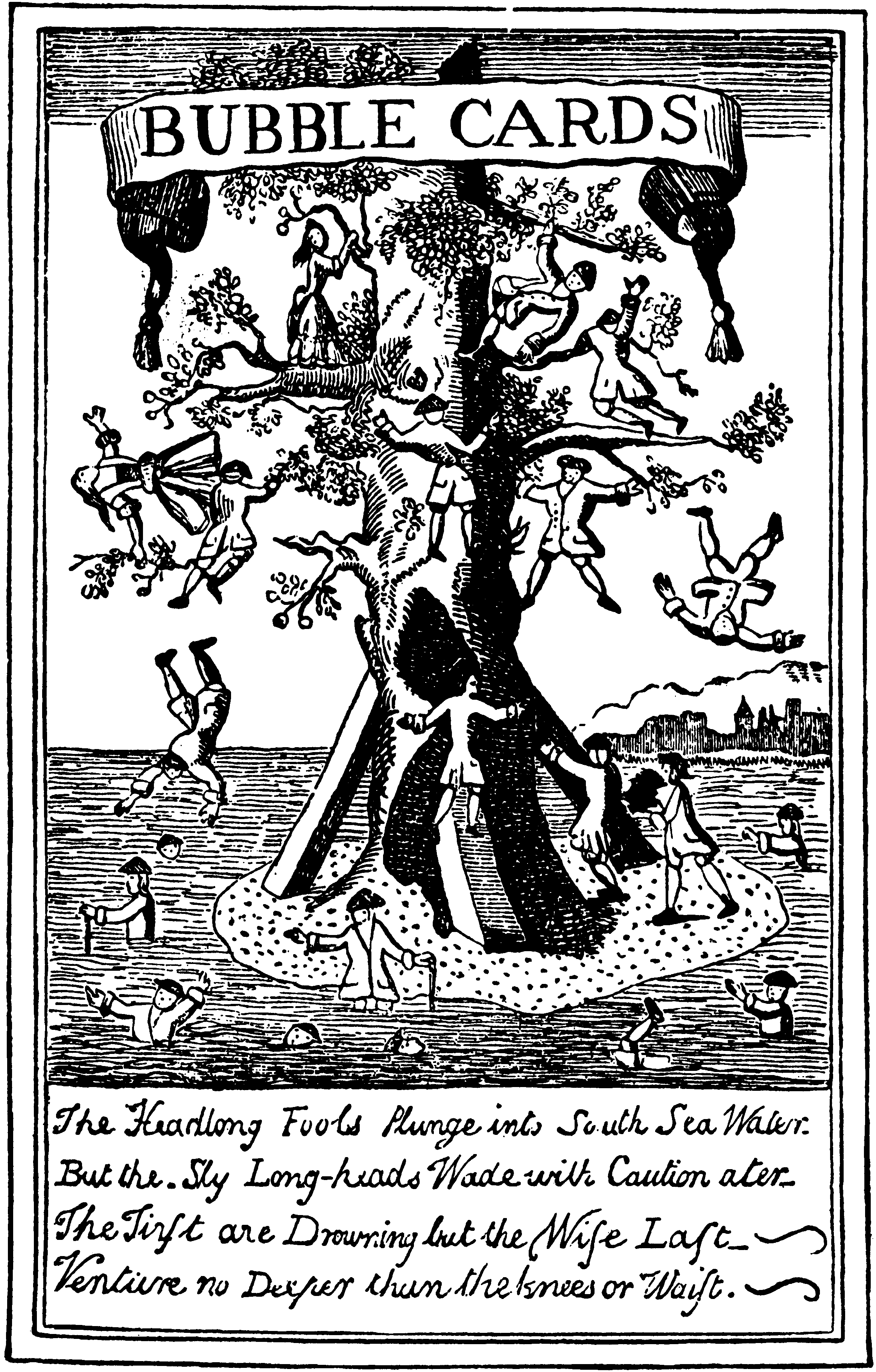
Một lá bài từ South Sea Bubble

### Nhận dạng

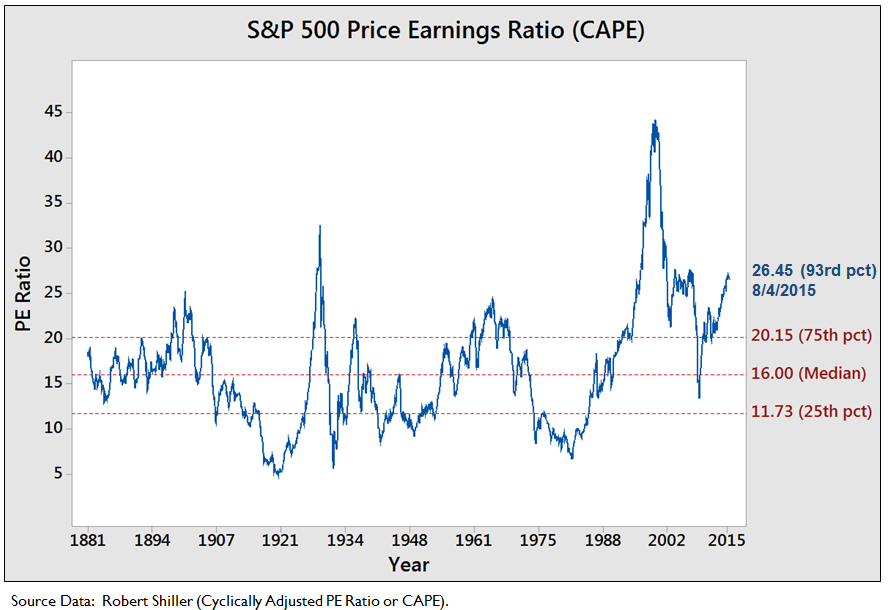
CAPE dựa trên dữ liệu từ trang web của nhà kinh tế Robert Shiller, tính đến ngày 4/8/2015. Thước đo 26,45 là phân vị thứ 93, nghĩa là 93% thời gian các nhà đầu tư trả ít hơn cho cổ phiếu nói chung so với thu nhập.